# Vadgaon
Vadgaon é uma vila no distrito de Pune, no estado indiano de Maharashtra.

## Demografia
Segundo o censo de 2001, Vadgaon tinha uma população de 11,359 habitantes. Os indivíduos do sexo masculino constituem 52% da população e os do sexo feminino 48%. Vadgaon tem uma taxa de literacia de 75%, superior à média nacional de 59.5%: a literacia no sexo masculino é de 80% e no sexo feminino é de 69%. Em Vadgaon, 13% da população está abaixo dos 6 anos de idade.